# Карло Руббіа
Карло Руббіа (італ. Carlo Rubbia; нар. 31 березня 1934, Гориція, Італія) — італійський фізик, лауреат Нобелівської премії з фізики 1984 року, разом з Симоном ван дер Мером, «за вирішальний внесок у великий проєкт, здійснення якого привело до відкриття квантів поля W й Z — носіїв слабкої взаємодії».

## Біографія
Італійський фізик Карло Руббіа народився 31 березня 1934 р. у маленькому містечку в провінції Гориція в родині інженера. Здібності до науки і техніки в хлопчика виявилися надто рано: він проводив багато часу, вивчаючи електричне устаткування засобів зв'язку, що залишилося від часів другої світової війни. Після окупації німцями провінції Гориція родина Руббіа евакуювалася й оселилася в Пізі. Закінчивши середню школу, Руббіа мав намір вивчати фізику в привілейованій школі, але не склав вступних іспитів через вади освіти, спричинені війною. Він був змушений залишити мрію стати фізиком і вступає на інженерний факультет Міланського університету. Через декілька місяців він одержує повідомлення про те, що може вступити до Пізанського університету, де 1958 р. пише докторську дисертацію, присвячену експериментальному дослідженню космічних променів і розробленню приладів для детекції елементарних частинок, які утворюються під час зіткнення інших часточок, розігнаних до високих енергій. Для здобуття досвіду, особливо в галузі прискорювачів, Руббіа, проводить 1958/1959 навчальний рік у Колумбійському університеті. Після повернення до Італії 1960 р. працює в Римському університеті, а згодом переходить до Європейського центру ядерних досліджень (ЦЕРН) — консорціум тринадцяти європейських держав, розташований у Швейцарії, неподалік від Женеви.

## Дослідження
ЦЕРН побудував найпотужніший у світі прискорювач частинок — протонний синхротрон, за допомогою якого дослідники сподівалися одержати елементарні частинки, передбачені теоретично, але не виявлені експериментально. 1969 р. Руббіа спільно з іншими ученими займається пошуком W і Z частинок в Фермівській національній прискорювальній лабораторії біля Чикаго. Через рік група опублікувала вичерпну інформацію про існування нейтральних струмів. 1982 р. протягом одного місяця Руббіа з колегами вдалося знайти п'ять W-частинок. Після тривалого повторного аналізу результатів наприкінці 1983 р. було опубліковане повідомлення про відкриття W і Z частинок. Руббіа і Мерові було присуджено Нобелівську премію з фізики 1984 р. «за вирішальний внесок у великий проєкт, здійснення якого призвело до відкриття польових частинок W- і Z-посередників слабкої взаємодії». Експериментальне відкриття квантів слабкої взаємодії було з ентузіазмом сприйнято в усьому світі як одне з найважливіших досягнень XXст. Відкриття W- і Z-частинок дало змогу пояснити, чому Сонце не перегрівається і не знищує все живе на Землі, зробило більш доказовою так звану теорію «великого вибуху» в космології, наблизило науку до можливої реалізації мрії Ейнштейна, щоправда, у зміненому вигляді — створення єдиної теорії поля, що охоплює всі чотири фундаментальні взаємодії в природі.